# Чеппо-Морелли
Чеппо-Морелли (итал. Ceppo Morelli) — коммуна в Италии, располагается в регионе Пьемонт, в провинции Вербано-Кузьо-Оссола.
Население составляет 356 человек (2008 г.), плотность населения составляет 9 чел./км². Занимает площадь 40 км². Почтовый индекс — 28030. Телефонный код — 0324.
Покровителем коммуны почитается святой Иоанн Предтеча, празднование 24 июня.

## Демография
Динамика населения:

## Администрация коммуны
- Официальный сайт: http://www.comune.ceppomorelli.vb.it/